# Красная Слобода (Нижегородская область)
Кра́сная Слобода́ — деревня в городском округе город Бор Нижегородской области. Административный центр Краснослободского сельсовета.

## История
В 1938 году деревне Дьяконово присвоено наименование Красная Слобода.

## Население
| 2002 | 2010 |
| ---- | ---- |
| 930  | ↘870 |

## Улицы
- ул. Краснослободская,
- ул. Строителей,
- ул. Центральная.